# 油田村 (富山県)
油田村（あぶらでんむら）は、かつて富山県東礪波郡にあった村。現在の砺波市油田地区にあたる。
地区内には砺波市役所、チューリップ四季彩館、若鶴酒造本社がある。

## 沿革
- 1889年（明治22年）4月1日 - 町村制の施行により、礪波郡油田中村、油田大坪村、三郎丸村、則安島村、十年明村、新又村、木下村、宮丸村、堀内村、町村、地仙村、千代村、石丸村及び石丸又新村の区域の一部の区域をもって、礪波郡油田村が発足する。
- 1896年（明治29年）3月29日 - 郡制の施行のため、礪波郡が分割して、東礪波郡が発足により、東礪波郡に所属となる。
- 1913年（大正2年） - 大字の名称および区域の変更により、中村、十年明、新又、木下、宮丸、堀内、三郎丸、千代、石丸の9大字となる[3]。
- 1952年（昭和27年）4月1日 - 東礪波郡出町、油田村、中野村、庄下村、五鹿屋村及び林村が合併して、東礪波郡砺波町が発足する。